# Bucculatrix variabilis
Bucculatrix variabilis är en fjärilsart som beskrevs av Braun 1910. Bucculatrix variabilis ingår i släktet Bucculatrix och familjen kronmalar. Inga underarter finns listade i Catalogue of Life.